# Lista przewodniczących Tweede Kamer

## Chronologiczna lista
| #    | Imię i Nazwisko                              | Portret                          | Kadencja             | Kadencja             | Partia polityczna | Partia polityczna                                  |
| #    | Imię i Nazwisko                              | Portret                          | Od                   | Do                   | Partia polityczna | Partia polityczna                                  |
| ---- | -------------------------------------------- | -------------------------------- | -------------------- | -------------------- | ----------------- | -------------------------------------------------- |
| 1    | Jan Elias Nicolaas van Lynden van Hoevelaken |                                  | 21 września 1815     | 16 października 1816 |                   | Bezpartyjny (Umiarkowany)                          |
| 2    | André Charles Membrère                       |                                  | 23 października 1816 | 20 października 1817 |                   | Bezpartyjny (Umiarkowany)                          |
| 3    | Jan Pieter van Wickenwoort Crommelin         |                                  | 20 października 1817 | 19 października 1818 |                   | Bezpartyjny (Umiarkowany)                          |
| 4    | Leonard du Bus de Gisignies                  |                                  | 19 października 1818 | 18 października 1819 |                   | Bezpartyjny (Umiarkowany)                          |
| 5    | Arnold Hendrik van Markel Bouwer             |                                  | 21 października 1819 | 19 października 1820 |                   | Bezpartyjny (Umiarkowany)                          |
| (2)  | André Charles Membrère                       |                                  | 19 października 1820 | 15 października 1821 |                   | Bezpartyjny (Umiarkowany)                          |
| 6    | Rutger Metelerkamp                           |                                  | 31 października 1821 | 24 października 1822 |                   | Bezpartyjny (Umiarkowany)                          |
| 7    | Pierre Thomas Nicolai                        |                                  | 24 października 1822 | 29 marca 1823        |                   | Bezpartyjny (Umiarkowany)                          |
| 8    | Samuel Johannes Sandberg van Essenburg       |                                  | 16 października 1823 | 21 października 1824 |                   | Bezpartyjny (Liberałowie)                          |
| (7)  | Pierre Thomas Nicolai                        |                                  | 21 października 1824 | 5 marca 1825         |                   | Bezpartyjny (Umiarkowany)                          |
| (8)  | Samuel Johannes Sandberg van Essenburg       |                                  | 16 października 1825 | 20 października 1826 |                   | Bezpartyjny (Liberałowie)                          |
| 9    | Lodewijk Aanton Reyphins                     |                                  | 20 października 1826 | 16 października 1827 |                   | Bezpartyjny (Umiarkowany)                          |
| 10   | Hendrik Maurits van der Goes                 |                                  | 18 października 1827 | 20 października 1828 |                   | Bezpartyjny (Umiarkowany)                          |
| (9)  | Lodewijk Aanton Reyphins                     |                                  | 20 października 1828 | 20 października 1829 |                   | Bezpartyjny (Umiarkowany)                          |
| 11   | Jan Corver Hooft                             |                                  | 22 października 1829 | 13 września 1830     |                   | Bezpartyjny (Umiarkowany)                          |
| 12   | Lodewijk van Toulon                          |                                  | 13 września 1830     | 13 października 1831 |                   | Bezpartyjny (Umiarkowany)                          |
| 13   | Hubert van Asch van Wijck                    |                                  | 13 października 1831 | 16 października 1832 |                   | Bezpartyjny (Konserwatyści)                        |
| 14   | Hendrik Collot d'Escury                      |                                  | 20 października 1832 | 18 października 1833 |                   | Bezpartyjny (Umiarkowany)                          |
| 15   | Tammo Sypkens                                |                                  | 21 października 1833 | 16 października 1834 |                   | Bezpartyjny (Konserwatyści)                        |
| (14) | Hendrik Collot d'Escury                      |                                  | 16 października 1834 | 20 października 1835 |                   | Bezpartyjny (Umiarkowany)                          |
| 16   | Herman Jacob Dijkmester                      |                                  | 20 października 1835 | 18 października 1836 |                   | Bezpartyjny (Umiarkowany)                          |
| 17   | Lodewijk Caspar Luzac                        |                                  | 18 października 1836 | 16 października 1837 |                   | Bezpartyjny (Liberałowie)                          |
| 18   | Mauritz Pico Diederik van Sytzama            |                                  | 18 października 1837 | 15 października 1838 |                   | Bezpartyjny (Umiarkowany)                          |
| 19   | Marinus Willem de Jonge van Campensnieuwland |                                  | 16 października 1838 | 21 października 1839 |                   | Bezpartyjny (Konserwatyści)                        |
| 20   | Oncko van Svinderen van Rensuma              |                                  | 21 października 1839 | 20 października 1840 |                   | Bezpartyjny (Konserwatyści)                        |
| 21   | Hendrick Backer                              |                                  | 20 października 1840 | 20 października 1841 |                   | Bezpartyjny (Umiarkowany)                          |
| 22   | Edmond Willem van Dam van Isselt             |                                  | 20 października 1841 | 18 października 1842 |                   | Bezpartyjny (Liberałowie)                          |
| 23   | Daniël Théodore Gevers van Endegeest         |                                  | 18 października 1842 | 16 października 1843 |                   | Bezpartyjny (Konserwatyści)                        |
| 24   | Johannes Luyben                              |                                  | 21 października 1843 | 22 października 1844 |                   | Bezpartyjny (Konserwatyści)                        |
| 25   | Pieter van Akerlaken                         |                                  | 22 października 1844 | 20 października 1845 |                   | Bezpartyjny (Konserwatyści)                        |
| 26   | George Isaäc Bruce                           |                                  | 24 października 1844 | 20 października 1845 |                   | Bezpartyjny (Umiarkowany)                          |
| 27   | Willem Boreel van Hogelanden                 |                                  | 20 października 1847 | 13 lutego 1849       |                   | Bezpartyjny (Konserwatywni Liberałowie)            |
| 28   | Jan Karel van Goltstein                      |                                  | 19 lutego 1849       | 20 sierpnia 1850     |                   | Bezpartyjny (Konserwatywni Liberałowie)            |
| 29   | Albertus Jacobus Duymaer van Twist           |                                  | 12 października 1850 | 22 stycznia 1851     |                   | Bezpartyjny (Liberałowie)                          |
| (27) | Willem Boreel van Hogelanden                 |                                  | 21 lutego 1851       | 17 września 1852     |                   | Bezpartyjny (Konserwatywni Liberałowie)            |
| 30   | Willem Hendrik Dullert                       |                                  | 24 września 1852     | 26 kwietnia 1853     |                   | Bezpartyjny (Liberałowie)                          |
| (27) | Willem Boreel van Hogelanden                 |                                  | 20 czerwca 1853      | 22 sierpnia 1855     |                   | Bezpartyjny (Konserwatywni Liberałowie)            |
| (23) | Daniël Théodore Gevers van Endegeest         |                                  | 20 września 1855     | 4 lipca 1856         |                   | Bezpartyjny (Konserwatyści)                        |
| (28) | Jan Karel van Goltstein                      |                                  | 19 września 1856     | 11 marca 1858        |                   | Bezpartyjny (Konserwatywni Liberałowie)            |
| 31   | Willem Anne Schimmelpenninck van der Oye     |                                  | 17 kwietnia 1858     | 27 sierpnia 1858     |                   | Bezpartyjny (Konserwatyści)                        |
| 32   | Gerlach Cornelis Joannes van Reenen          |                                  | 23 września 1858     | 20 września 1869     |                   | Bezpartyjny (Konserwatyści)                        |
| (30) | Willem Hendrik Dullert                       |                                  | 23 września 1869     | 24 lutego 1881       |                   | Bezpartyjny (Liberałowie)                          |
| 33   | Charles Jean François Mirandolle             |                                  | 4 marca 1881         | 19 września 1881     |                   | Bezpartyjny (Liberałowie)                          |
| 34   | Otto van Rees                                |                                  | 22 września 1881     | 20 stycznia 1884     |                   | Bezpartyjny (Konserwatywni Liberałowie)            |
| 35   | Eppo Cremers                                 |                                  | 12 lutego 1884       | 17 listopada 1884    |                   | Bezpartyjny (Liberałowie)                          |
| 36   | Aeneas Mackay Jr.                            |                                  | 17 listopada 1884    | 24 września 1885     |                   | Partia Antyrewolucyjna (ARP)                       |
| (35) | Eppo Cremers                                 |                                  | 24 września 1885     | 27 marca 1888        |                   | Bezpartyjny (Liberałowie)                          |
| 37   | Gerard Beelaerts van Blokland                |                                  | 7 maja 1888          | 15 września 1891     |                   | Bezpartyjny (Chrześcijański demokrata)             |
| 38   | Johan George Gleichman                       |                                  | 18 września 1891     | 17 czerwca 1901      |                   | Unia Liberalna (LU)                                |
| (36) | Aeneas Mackay Jr.                            |                                  | 20 września 1901     | 19 września 1905     |                   | Partia Antyrewolucyjna (ARP)                       |
| 39   | Joan Röell                                   |                                  | 22 września 1905     | 21 września 1909     |                   | Bezpartyjny (Konserwatywni Liberałowie) (do 1906)  |
| 39   | Joan Röell                                   | Liga Wolnych Liberałów (od 1906) | 22 września 1905     | 21 września 1909     |                   |                                                    |
| 40   | Frederik van Bylandt                         |                                  | 23 września 1909     | 15 September 1912    |                   | Chrześcijańska Unia Historyczna (CHU)              |
| 41   | Octaaf van Nispen tot Sevenaer (1867–1956)   |                                  | 18 września 1912     | 16 września 1913     |                   | Rzymsko-katolicka Partia Stanu (RKSP)              |
| 42   | Hendrik Goeman Borgesius                     |                                  | 17 września 1913     | 18 stycznia 1917     |                   | Unia Liberalna (LU)                                |
| 43   | Dirk Fock                                    |                                  | 25 January 1917      | 8 October 1920       |                   | Unia Liberalna (LU)                                |
| 44   | Dionysius Koolen                             |                                  | 14 October 1920      | 5 August 1925        |                   | Rzymsko-katolicka Partia Stanu (RKSP)              |
| 45   | Charles Ruijs de Beerenbrouck                |                                  | 17 września 1925     | 10 sierpnia 1929     |                   | Rzymsko-katolicka Partia Stanu (RKSP)              |
| 46   | Josef van Schaik                             |                                  | 18 września 1929     | 26 maja 1933         |                   | Rzymsko-katolicka Partia Stanu (RKSP)              |
| (45) | Charles Ruijs de Beerenbrouck                |                                  | 31 maja 1933         | 17 kwietnia 1936     |                   | Rzymsko-katolicka Partia Stanu (RKSP)              |
| 47   | Piet Aalberse                                |                                  | 7 maja 1936          | 9 listopada 1937     |                   | Rzymsko-katolicka Partia Stanu (RKSP)              |
| (46) | Josef van Schaik                             |                                  | 11 listopada 1937    | 7 sierpnia 1948      |                   | Rzymsko-katolicka Partia Stanu (RKSP)              |
| (46) | Josef van Schaik                             | Katolicka Partia Ludowa (KVP)    | 11 listopada 1937    | 7 sierpnia 1948      |                   |                                                    |
| 48   | Rad Kortenhorst                              |                                  | 12 August 1948       | 13 January 1963      |                   |                                                    |
| 49   | Frans-Jozef van Thiel                        |                                  | 29 stycznia 1963     | 7 grudnia 1972       |                   |                                                    |
| 50   | Anne Vondeling                               |                                  | 7 grudnia 1972       | 17 lipca 1979        |                   | Partia Pracy (PvdA)                                |
| 51   | Dick Dolman                                  |                                  | 17 lipca 1979        | 14 września 1989     |                   | Partia Pracy (PvdA)                                |
| 52   | Wim Deetman                                  |                                  | 14 września 1989     | 1 grudnia 1996       |                   | Apel Chrześcijańsko-Demokratyczny (CDA)            |
| 53   | Piet Bukman                                  |                                  | 3 grudnia 1996       | 19 maja 1998         |                   | Apel Chrześcijańsko-Demokratyczny (CDA)            |
| 54   | Jeltje van Nieuwenhoven                      |                                  | 20 maja 1998         | 16 maja 2002         |                   | Partia Pracy (PvdA)                                |
| 55   | Frans Weisglas                               |                                  | 28 maja 2002         | 30 listopada 2006    |                   | Partia Ludowa na rzecz Wolności i Demokracji (VVD) |
| 56   | Gerdi Verbeet                                |                                  | 6 grudnia 2006       | 20 września 2012     |                   | Partia Pracy (PvdA)                                |
| 57   | Anouchka van Miltenburg                      |                                  | 25 września 2012     | 12 grudnia 2015      |                   | Partia Ludowa na rzecz Wolności i Demokracji (VVD) |
| 58   | Khadija Arib                                 |                                  | 13 stycznia 2016     | 7 kwietnia 2021      |                   | Partia Pracy (PvdA)                                |
| 59   | Vera Bergkamp                                |                                  | 7 kwietnia 2021      | 5 grudnia 2023       |                   | Demokraci 66 (D66)                                 |
| 60   | Martin Bosma                                 |                                  | 14 grudnia 2023      | urzęduje             |                   | Partia Wolności (PVV)                              |